# Campanillas (barrio)
Campanillas es un barrio del extrarradio de la ciudad andaluza de Málaga, España, que da nombre al distrito homónimo. Según la delimitación oficial del ayuntamiento, limita al oeste con el Parque Tecnológico de Andalucía y el barrio de Roquero; al sur, con el barrio de Segovia; al sureste, con El Brillante; y al este, con El Prado. Al norte se extienden terrenos aún sin edificar, que separan al barrio de la ribera del río Campanillas. En 2007 tenía 2950 habitantes.

## Transporte
En autobús queda conectado mediante las siguientes líneas de la EMT: 
| Línea | Trayecto                                                    | Recorrido | Frecuencia    |
| ----- | ----------------------------------------------------------- | --------- | ------------- |
| 19    | Paseo del Parque - Intelhorce - Santa Rosalía (Campanillas) | -         | -             |
| 25    | Paseo del Parque - Santa Rosalía (Campanillas)              | Recorrido | 13-17 minutos |
| 28    | Santa Águeda - Los Núñez                                    | Recorrido | 85 minutos    |

Hoteles
Hotel Posadas de España
Este hotel está situado en la zona del parque tecnológico y al lado de la autovía A-7. Es de 3 estrellas y posee un aparcamiento gratuito, conexión WiFi por todo el hotel y una piscina al aire libre.
Todas las habitaciones tienen aire acondicionado, calefacción, un baño con secador de pelo y son muy luminosas. También disponen de muebles y el suelo de madera.
El Posadas de España está a solo 8 km del aeropuerto de Málaga y a 13 km del centro de la ciudad.
Hotel Plaza del Castillo
Hotel de 4 estrellas al estilo medieval, que dispone de una ubicación estratégica entre las autopistas A-7 y A-357.
Tiene una gran variedad de jardines y es muy amplio. Abierto las 24 horas del día. Conexión a WiFi y aparcamiento gratuito.
El hotel se encuentra  a 10 km del centro de Málaga, a 12 km del aeropuerto y a solo 300 metros de una parada de autobús de la línea 25, que te lleva al centro de Málaga y a la playa La Malagueta.